# Identidade Tour
Identidade Tour foi a sétima turnê da dupla brasileira Sandy & Junior, realizada entre 2004 e 2005. A série de shows promoveu o décimo primeiro álbum de estúdio da dupla, Identidade (2003). A turnê se diferenciou de seus concertos anteriores e não teve corpo de bailarinos ou constante troca de figurinos, concentrando-se mais na música da dupla.

## Desenvolvimento
Foram escolhidas oito das 14 canções do álbum Identidade para integrarem o repertório do concerto. Diferentemente dos shows anteriores da dupla, a turnê se concentrou mais na música dos cantores e não teve outros elementos como corpo de balé e constante troca de figurinos. Junior disse que a turnê é "puramente a nossa música", enquanto Sandy afirmou que o show "nasceu dos ensaios" que a dupla fez com a banda que os acompanhava. Grandes sucessos da dupla também foram executados, como "As Quatro Estações", "A Lenda", "Cai a Chuva", "Não Dá Pra Não Pensar" e uma releitura eletrônica de "Vamo Pulá".
Sandy e Junior usaram o show para responder à críticas da mídia e jornalistas. Durante o show, um telão de led projetou manchetes de matérias da mídia que descreviam como um "fracasso" comercial as vendas de Identidade, que vendeu consideravelmente menos que seus antecessores, e também o filme Acquária, que teve um impacto comercial menor que o esperado. Sandy disse: "Quando [a crítica] tem fundamento, eu ouço; quando é uma crítica construtiva, tento assimilar. Mas, quando é uma bobagem qualquer, dou risada e debocho mesmo. No show, a gente botou um telão, como cenário, várias reportagens, as mais maldosas, o que deixa o público até emocionado. [...] atinge mais [aos fãs] do que a nós."

## Controvérsias
Em dezembro de 2004, os cantores se apresentaram com a Identidade Tour em Recife, Pernambuco. A apresentação foi custeada com dinheiro público (R$ 480 mil) e o Ministério Público do Estado abriu uma ação que "apontava irregularidades na contratação do show" por parte da produtora Luan. O show foi contratado pela Prefeitura da cidade com o intuito de "arrecadar brinquedos a serem distribuídos com crianças pobres". Na época, o violinista Cussy de Almeida criticou a Prefeitura em entrevista, descrevendo como irresponsável o gasto do dinheiro com o concerto de Sandy e Junior quando, com essa quantia, "seria possível adquirir todo o instrumental de que a Orquestra Sinfônica e a Banda de Música necessitam, ou fazer um ano de concerto da Orquestra Sinfônica com solistas internacionais, pagando-se um cachê de 15 mil dólares, ou, ainda, custear bolsa de estudo no exterior durante um ano para, pelo menos, dez talentos pernambucanos".

## Repertório
1. Nada Vai Me Sufocar
2. Cai a Chuva
3. Não Dá Pra Não Pensar
4. Encanto
5. A Lenda
6. 18 Graus
7. Do Seu Lado
8. Você pra Sempre
9. Medley: Quando Você Passa/Nada é Por Acaso/As Quatro Estações(Acústico)
10. Libertar
11. Bring Me To Life
12. Super Herói
13. Vida de Marola
14. Sem Teu Amor
15. Enrosca
16. Love Never Fails
17. Desperdiçou
18. A Gente Dá Certo
19. Vâmo Pulá! (Eletromix)

## Datas
| Data                    | Cidade                    | País      | Local                                              |
| Pré-turnê               | Pré-turnê                 | Pré-turnê | Pré-turnê                                          |
| ----------------------- | ------------------------- | --------- | -------------------------------------------------- |
| 1 de fevereiro de 2004  | Salvador                  | Brasil    | Festival de Verão de Salvador.                     |
| 21 de março de 2004     | Curitiba                  | Brasil    | Parque Barigui                                     |
| 28 de março de 2004     | Xerém                     | Brasil    | Parque Ana Dantas                                  |
| 5 de abril de 2004      | Rio de Janeiro            | Brasil    | FM Hall                                            |
| 1 de maio de 2004[A]    | São Paulo                 | Brasil    | Avenida Paulista                                   |
| 7 de maio de 2005[B]    | Petrópolis                | Brasil    | Parque Municipal                                   |
| Identidade Tour         |                           |           |                                                    |
| 23 de abril de 2004     | Manaus                    | Brasil    | Academia de Tênis                                  |
| 23 de maio de 2004      | Belém                     | Brasil    | Estádio Mangueirão                                 |
| 26 de junho de 2004     | Contagem                  | Brasil    | Show fechado para a empresa AETHRA.                |
| 4 de julho de 2004[C]   | São Paulo                 | Brasil    | Arena Anhembi.                                     |
| 28 de julho de 2004[D]  | São Caetano do Sul        | Brasil    | Estacionamento da GM                               |
| 1 de agosto de 2004     | Macaé                     | Brasil    | —                                                  |
| 6 de agosto de 2004     | Rio de Janeiro            | Brasil    | Riocentro                                          |
| 8 de agosto de 2004     | Betim                     | Brasil    | —                                                  |
| 18 de setembro de 2004  | Santo Amaro da Imperatriz | Brasil    | New Time Club                                      |
| 19 de setembro de 2004  | Ponta Grossa              | Brasil    | Centro de Eventos de Ponta Grossa                  |
| 9 de outubro de 2004    | Montes Claros             | Brasil    | —                                                  |
| 2 de outubro de 2004    | Tóquio                    | Japão     | —                                                  |
| 3 de outubro de 2004    | Nagoya                    | Japão     | —                                                  |
| 11 de outubro de 2004   | Ouro Branco               | Brasil    | —                                                  |
| 15 de outubro de 2004   | Teresina                  | Brasil    | —                                                  |
| 23 de outubro de 2004   | Goiânia                   | Brasil    | Goiânia Arena                                      |
| 24 de outubro de 2004   | Brasília                  | Brasil    | —                                                  |
| 29 de outubro de 2004   | Santos                    | Brasil    | —                                                  |
| 5 de novembro de 2004   | São Paulo                 | Brasil    | Credicard Hall                                     |
| 6 de novembro de 2004   | São Paulo                 | Brasil    | Credicard Hall                                     |
| 7 de novembro de 2004   | São Paulo                 | Brasil    | Credicard Hall                                     |
| 12 de novembro de 2004  | São Paulo                 | Brasil    | Credicard Hall                                     |
| 13 de novembro de 2004  | São Paulo                 | Brasil    | Credicard Hall                                     |
| 14 de novembro de 2004  | São Paulo                 | Brasil    | Credicard Hall                                     |
| 3 de dezembro de 2004   | Recife                    | Brasil    | Marco Zero                                         |
| 4 de dezembro de 2004   | Paulo Afonso              | Brasil    | Parque de Exposições de Paulo Afonso               |
| 5 de dezembro de 2004   | Salvador                  | Brasil    | Bahia Marina                                       |
| 10 de dezembro de 2004  | Rio de Janeiro            | Brasil    | Claro Hall                                         |
| 11 de dezembro de 2004  | Rio de Janeiro            | Brasil    | Claro Hall                                         |
| 12 de dezembro de 2004  | Rio de Janeiro            | Brasil    | Claro Hall                                         |
| 18 de dezembro de 2004  | Mogi das Cruzes           | Brasil    | —                                                  |
| 9 de abril de 2005[E]   | Porto Alegre              | Brasil    | Parque Condor                                      |
| 15 de abril de 2005     | Marília                   | Brasil    | Nikkey Clube                                       |
| 30 de abril de 2005[C]  | Curitiba                  | Brasil    | Pedreira Paulo Leminski                            |
| 1 de maio de 2005       | São Paulo                 | Brasil    | Show para a Central Única dos Trabalhadores.       |
| 6 de maio de 2005[F]    | Aparecida de Goiânia      | Brasil    | Centro Cultural José Barroso                       |
| 7 de maio de 2005       | Rio Verde                 | Brasil    | Estádio Municipal Mozart Veloso do Carmo           |
| 8 de maio de 2005       | Goianésia                 | Brasil    | Estádio Valdeir José de Oliveira                   |
| 21 de maio de 2005[G]   | Lages                     | Brasil    | Parque de Exposições Conta Dinheiro                |
| 28 de maio de 2005[H]   | Patos de Minas            | Brasil    | Parque de Exposições Sebastião Alves do Nascimento |
| 4 de junho de 2005[I]   | Ourinhos                  | Brasil    | Parque Olavo Ferreira de Sá                        |
| 5 de junho de 2005[J]   | São Paulo                 | Brasil    | Estádio do Canindé                                 |
| 12 de junho de 2005[k]  | Brasília                  | Brasil    | Parque Leão                                        |
| 18 de junho de 2005[C]  | Ribeirão Preto            | Brasil    | Parque Permanente de Exposições                    |
| 19 de junho de 2005[L]  | Americana                 | Brasil    | Parque de Eventos CCA                              |
| 8 de julho de 2005[M]   | Tramandaí                 | Brasil    | Estádio Módulo Esportivo                           |
| 10 de julho de 2005[N]  | Araçatuba                 | Brasil    | Recinto de Exposições Clibas de Almeida Prado      |
| 23 de julho de 2005[O]  | São José do Rio Preto     | Brasil    | Recinto de Exposições Alberto Bertelli Lucatto     |
| 5 de agosto de 2005     | Itabira                   | Brasil    | Parque de Exposições Virgilio José Gazire          |
| 7 de agosto de 2005     | Pirassununga              | Brasil    | Ginásio Dr. Lauro Pozzi                            |
| 14 de agosto de 2005[C] | Sorocaba                  | Brasil    | Estádio Walter Ribeiro                             |
| 20 de agosto de 2005[P] | Porciúncula               | Brasil    | Parque de Exposições José d' Abreu Salgado         |
| 21 de agosto de 2005    | Nova Iguaçu               | Brasil    | Universidade do Chopp                              |
| 27 de agosto de 2005    | Maringá                   | Brasil    | Sociedade Rural de Maringá                         |
| 4 de setembro de 2005   | Niterói                   | Brasil    | Colégio Salesiano de Santa Rosa                    |
| 6 de setembro de 2005   | Belo Horizonte            | Brasil    | Chevrolet Hall                                     |
| 24 de setembro de 2005  | Fortaleza                 | Brasil    | Beach Park                                         |
| 25 de setembro de 2005  | Mossoró                   | Brasil    | Estádio Manoel Leonardo Nogueira                   |
| 1 de outubro de 2005    | Pouso Alegre              | Brasil    | Estádio Manduzão                                   |
| 26 de novembro de 2005  | Campo Grande              | Brasil    | Parque de Exposições Laucídio Coelho               |
| 3 de dezembro de 2005   | Registro                  | Brasil    | Recinto de Exposições                              |
| 18 de dezembro de 2005  | Goiânia                   | Brasil    | Estádio Serra Dourada                              |
| 8 de abril de 2006      | Mococa                    | Brasil    | Praça da Cidadania                                 |

Observações
A Show para a Central Única dos Trabalhadores.
B Parte da "21ª Exposição Agropecuária de Petrópolis".
C Parte do "Carrefour Music Fest".
D Parte do "Aniversário de São Caetano do Sul".
E Parte do "Cidade Elétrica".
F Parte do "Rodeio Show de Aparecida de Goiânia".
G Parte da "Festa Nacional do Pinhão".
H Parte da "Festa Nacional do Milho".
I Parte da "39ª Feira Agropecuária e Industrial de Ourinhos".
J Parte da "Festa Junina do Lusa".
K Parte da "3ª Vaquejada".
L Parte da "Festa do Peão de Americana".
M Parte da "Festa Estadual do Peixe".
N Parte da "46ª Exposição Agropecuária de Araçatuba".
O Parte do "Rodeo Country Bulls".
P Parte da "Expo Porciúncula".